# Inname van Dalhem
De Inname van Dalhem was een aanval op Dalhem door een regiment van Parma door Camillo del Monte en Chureau die plaatsvond op 20 juni 1578 tijdens de Tachtigjarige Oorlog. Een kleine bezetting verdedigde de stad tot de laatste man, waarna Parma's troepen iedereen in de stad doodsloegen. De herovering was een aanloop naar het Beleg van Maastricht.

## Aanloop
Na de herovering van Limburg liet Parma op dezelfde dag het Kasteel Valkenburg innemen, naast enkele kleine plaatsen. Toen lag het kleine graafschap Dalhem ten noordoosten van Luik in de weg. De bevelhebber aldaar maakte geen haast om zich over te geven. Het kasteel werd verdedigd door tweehonderdvijftig Hollandse en Gelderse soldaten van het Staatse leger. Camillo del Monte was met een vendel soldaten verschenen en had brieven gestuurd om de genade en gunst van de koning te aanvaarden. De bevelhebber weigerde de brieven aan te nemen, antwoordde met geschut, alles wat schieten kon werd afgevuurd, met als resultaat veel doden onder het vendel van Del Monte.

## Bloedbad

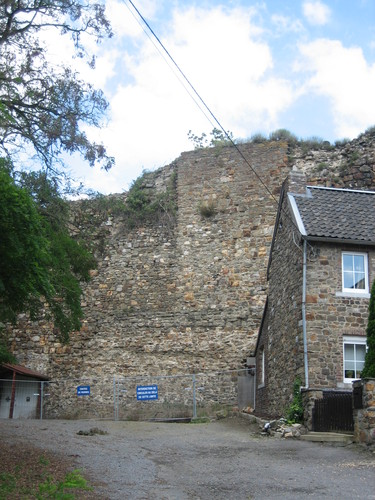
Het Kasteel van Dalhem in 2007.

Parma was ontevreden. Hoe durfde zo'n kleine macht het hele leger van de koning zo dapper het hoofd te bieden? Parma zou tegen Chureau hebben gezegd: "Gaat henen naar de stadt Dalhem en schiet mijn brieven door u geschut daer binnen" Hij beval Henricus de Viennes, heer van Chureau, het stadje met het uiterste geweld aan te vallen en alles wat hij daar vond over de kling te jagen. Behalve zijn eigen Bourgondisch regiment nam hij ook vier vendels Duitsers mee. De muren van het Kasteel van Dalhem bleken even hardnekkig als het verzet van de verdedigers. Chureau trok met zevenduizend soldaten naar Dalhem. Hij liet zijn soldaten met zoveel geweld op de muren schieten dat er bijna een bres in geschoten was, ware het niet dat de verdedigers hun huid duur wilden verkopen. Ze deden een uitval en vochten als leeuwen. Veel Spanjaarden sneuvelden. Overrompeld stormden zij de stad binnen; zij sloegen alles dood zonder vrouwen, kinderen en ouderen te sparen. Slechts een paar mensen hebben dit bloedbad overleefd. Strada beschrijft hoe onmenselijk het eraan toe ging. De dochter van de stadsgouverneur die ongeveer 13 jaar oud was, stierf tijdens de gevechten. Zij was met de meisjes en vrouwen in de kerk gevlucht. Zij droeg een prachtige jurk zij was volgens Strada "een toonstuck van een ongeluckige schoonheyt, op dese, alsoo sy door haer schoon aensicht en cieraet van kleederen seer bevalligh was" Twee soldaten een Bourgondiër en een Duitser, vielen haar samen aan en vochten om de roof, zij werd als een speelbal heen en weer geschud, tevergeefs roepende dat zij zich op een gewijde plaats (kerk) bevonden. De verliezende soldaat die het niet kon aanzien dat hij deze "buit" zou verliezen stak haar hals door. Ze viel op de grond en bloedde zwaar. De anderen wilden dit wreken, maar er sprong zoveel volk tussenbeide dat de ander het meisje nog een slag achter het oor gaf. Ene ridder genaamd Paulus Rinaldi, een vriend van Parma schijnt tussenbeide gekomen te zijn en droeg uiteindelijk het meisje naar buiten. Hij bracht haar naar haar vaders huis en riep de wondmeester erbij. Maar nauwelijks op bed gelegd bezweek het meisje, ze had reeds te veel bloed verloren, "voorwaer tot groote schande van 't Catgolijcke leger, de welcke sonder twijffel met het bloedt de misdadigen hadde moeten uytgewasschen worden" schreef Strada. Parma werd nadien "tweede Alva" genoemd.

## Nasleep
En zo heeft Parma in twintig dagen tijd heel het Limburgse land weer heroverd voor de koning. De heroveringen van Limburg, Dalhem en Kasteel Valkenburg was het begin van Parma's zegetocht. Het was de aanloop voor de aanval op Maastricht die vanaf januari belegerd werd, de "sleutel van de Maas", daarmee verbinding tussen de Nederlanden en Duitsland. Parma eiste de vesting in januari 1579 op, sloot haar op 8 maart af van de buitenwereld, nam haar met een bestorming, hetgeen ruim duizend levens kostte onder burgers en nog eens duizend levens van het twaalfhonderd koppen tellende staatse garnizoen.